# Валя-Финтинілор
Валя-Финтинілор (рум. Valea Fântânilor) — село у повіті Долж в Румунії. Входить до складу комуни Бралоштіца.
Село розташоване на відстані 207 км на захід від Бухареста, 32 км на північний захід від Крайови.

## Населення
За даними перепису населення 2002 року у селі проживали 678 осіб, усі — румуни. Усі жителі села рідною мовою назвали румунську.